# Polodrom
Das Polodrom ist ein Event-Gelände für Konzerte, Comedy und Motorradsport in Jüchen am südlichen Niederrhein. Die im März 2009 eröffnete Anlage inkl. Open-Air-Bühne bietet Platz für bis zu 10.000 Zuschauer.

## Lage
Das 80.000 Quadratmeter große Areal auf dem Gelände des Polo Unternehmenssitzes liegt in der Stadt Jüchen im Rheinkreis zwischen den Ballungszentren Aachen, Düsseldorf und Köln direkt an der A46.

## Bühne und Technik
Das Polodrom inkl. Open-Air-Bühne fasst bei Veranstaltungen im Freien bis zu 10.000 Besucher. Die fest installierte Open-Air-Bühne misst 16,00 × 18,50 Meter und zählt mit ihren gut 300 Quadratmetern Grundfläche zu den größten ihrer Bauart in Europa. Sie ist von 0,40 bis 3,40 Meter in der Höhe verstellbar. 
Das Bühnendach ragt auf seinen vier Pfeilern 13,50 Meter empor und hat eine Fläche von 624 Quadratmetern. Unter dem Bühnendach hängt das so genannte „Pre Rigg“. Es ist – ebenso wie das komplette Bühnendach – fest installiert und nimmt bei Konzerten Scheinwerfer, Boxen und weitere Bühnentechnik auf.

## Kleinkunst und Erlebnisgastronomie
Eine zweite Bühne befindet sich im Club redhot mit Restaurant und Bistro, der ins Polodrom Jüchen integriert ist und eine Kapazität von 600 Zuschauern hat. Neben Konzerten mit internationalen Bands und Künstlern finden auf der Clubbühne des redhot wöchentlich Kleinkunst, Livemusik und regelmäßig Comedy-Veranstaltungen statt.

## Bekannte Künstler
Bereits in den ersten zwölf Monaten seit der Eröffnung des Polodrom Jüchen im März 2009 wurden internationale und regionale Top-Acts präsentiert, z. B.: Lenny Kravitz zum Abschluss seiner Europatournee, Kevin Costner & Modern West, H-Blockx, The Boss Hoss, D-A-D, Tito & Tarantula, Zeltinger Band, Extrabreit, Ingo Appelt, Bernhard Hoëcker, Hennes Bender, Manes Meckenstock, Frank Goosen.

## Weiterführender Link
- Homepage